# Браунригг, Элизабет
Эли́забет Бра́унригг (1720 год — 13 сентября 1767 года) — британская преступница. Убила с особой жестокостью девочку, которая обучалась работе служанкой в её доме. Была обвинена в убийстве и повешена.

## Биография
Родилась в 1720 году в небогатой семье. Ещё подростком вышла замуж за водопроводчика Джеймса Браунригга. Родила мужу 16 детей, из которых умерли 13. В 1765 году с мужем и сыном переехала в Лондон. Там семья стала жить богато. Мистер Браунригг хорошо зарабатывал, а Элизабет стала повитухой. У семьи была известность, они считались одними из порядочных людей в городе. Вскоре ей было поручено следить за некоторыми осиротевшими девочками. Элизабет с удовольствием согласилась. Её задачей было сделать из девочек служанок. За судьбами детей никто не следил, и Браунригг была не ограничена в действиях. Одной из её подопечных стала девочка Мэри Джонс. Вскоре она сбежала от хозяйки и попала в воспитательный дом.
Там она рассказала, что миссис Браунригг раздевала её догола, привязывала к трубе и избивала плетью. Потом окунала её голову в ведро с ледяной водой. Ей удалось сбежать. После медицинского обследования Мэри попечительский совет сделал предупреждение Джеймсу Браунриггу следить за женой. Тем не менее, вскоре под опеку Элизабет попали ещё две девочки. Пытки девочек продолжались довольно долго, однако всё же власти обратили внимание на происходящее. Одну из девочек госпитализировали, после чего она рассказала об ужасах, происходящих в доме у Браунриггов. Помочь девочке было уже невозможно, и она умерла от ран.

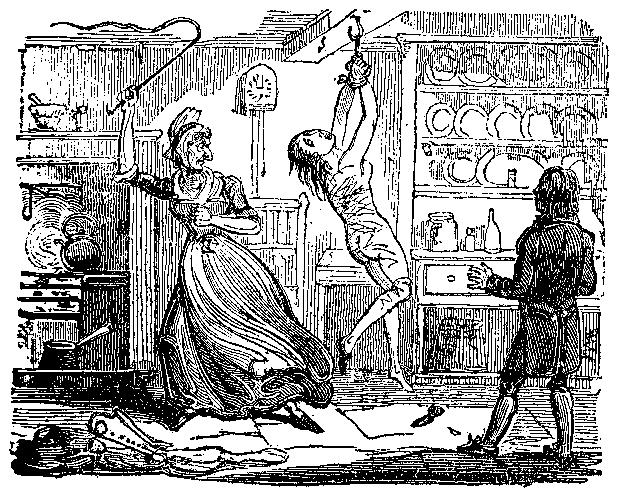
Рисунок изображает как Браунригг пытает девочку

Элизабет Браунригг, её муж Джеймс и их сын Джон были арестованы. Их заключили в тюрьму на Вуд Стрит. Элизабет и Джон сразу же сбежали. Они тайно сняли комнату у торговца свечами, некоего мистера Дунбара. Но Дунбар вскоре прочитал статью в газете о розыске подозреваемых в убийстве. Он обратился к полицейским, и вскоре оба беглеца были арестованы. Элизабет, Джеймса и Джона судили за убийство. Судья приговорил к смертной казни только Элизабет, а её мужа и сына посчитали лишь пособниками и приговорили к 6 месяцам тюремного заключения. Элизабет Браунригг была повешена 17 сентября 1767 года. Её тело, как обычно и делалось, отдали хирургам для вскрытия. Скелет вывесили в Ассоциации Хирургов.